# Lysdiodelampe
En lysdiodelampe, lysdiodepære, LED-lampe, LED-pære, diodepære eller diodelampe er en elektrisk lampe, som anvender en faststof lyskilde af lysdiode-chips. Lysdioderne kan være uorganisk-, organisk- eller polymer-lysdioder. De fleste lysdiodelamper er baseret på uorganiske lysdioder (2012).

Metoden til at fremstille hvidt lys bygger på den Japanske virksomhed Nichia's opfindelse af den blå diode (InGaN) 
 Lyset fra en sådan diode sendes igennem en gul fosfor-coating, som fluorescere et bred-spektret hvidt lys. Ved at flytte coatingen væk fra selve pæren opnås større virkningsgrad og er årsagen til at nogle LED-pærer faktisk er helt gule. 
Det skal bemærkes at det i 2012 er svært at finde lysdiodelamper, som faktisk har samme lysstrøm og farvegengivelsesindeks som de traditionelle glødelamper på f.eks. 40W og 60W. Der er også andre forhold der gør sig gældende når der skal skiftes til led-belysning. Traditionelt behøvede man ikke overveje farvetemperaturen og om pæren kunne dæmpes men for LED-pærer bliver man nødt til at undersøge farvetemperaturen før man vælger en LED-pære. 
Også lysdiodelamper til erstatning af tilsvarende spot-halogenlamper kan være svære at finde.

Ydermere er levetiden for en lysdiodelampe ikke nødvendigvis lang. Kun hvis lysdiodelampens lysdiode-chips og strømforsyningskomponenter køles nok og konstrueres til at holde, kan en lysdiodelampe f.eks. holde 25.000 timer eller mere.
Som et repræsentativt eksempel kan følgende datablad for et 10W lysdiodemoduls typiske levetid ses på sidste side. Levetiden er vurderet fra ny og til lysdiodemodulets lysudbytte er faldet til 70%.
 
Som det kan aflæses, vil modulet ved 120 °C have en middellevetid på under 1500 timer. Ved 60 °C vil modulet have en middellevetid på ca. 60.000 timer. Bemærk at levetidskurven ikke er linear.
Derfor er det vigtigt, at lysdiodelamper ikke pakkes for meget ind eller på anden måde varmeisoleres. F.eks. kan spots glasplader, foran halogenlampen for at filtrere ultraviolet-lys fra, virke noget varmeisolerende.

## Effektivitet
Lysstrømmen fra den enkelte lysdiode-chip er ikke høj og ligger mellem 0,1 og 250 lumen. Den enkelte lysdiode-chip kan således afgive lige så meget lys som en 25W glødepære (250 lumen). Et standard 36 W lysstofrør afgiver til sammenligning 3.350 lumen.
Lysstrømmen målt i forhold til effekten er forbedret meget de seneste år. I 2006 kunne man lave dioder med 50 lm/W og i 2007 blev dioder med 100 lm/W lanceret.  Dette skal sammenlignes med glødepærens 10 lm/W og lysstofrørets 93 lm/W.

## EU Lovgivning og Udfasning
EU har vedtaget en lov om udfasning af den traditionelle glødepære over en årrække frem til 2016. I 2011 blev 60W glødepæren udfaset og pr. 1. September 2012 bliver både matte og klare glødepærer over 15W udfaset.  Udfasningen betyder at der ikke må produceres eller importeres glødepærer i EU efter 1. September 2012 og EU-borgere bliver derfor tvunget til at finde alternativ belysning som f.eks. led-pærer når lagrene er udtømt.

Før at et produkt kan markedsføres i EU skal det have CE-mærket. Før at et produkt kan få CE-mærket skal det opfylde ECO-design direktivet . Tabel 6 i dette direktiv foreskriver præcise lysstrøm (lumen) der skal til for at produktet må markedsføres som en erstatning for en tilsvarende glødepære. En LED-pære skal f.eks. yde hele 806 lumen før den kan markedsføres som en 60W glødepære erstatning, på trods af at en typisk 60W glødepære kun yder 700-750 lumen . En LED-pære lyser gradvist mindre henover sin levetid, hvorimod en glødepære blot stopper med at lyse. Derfor skal en LED-pære have et større lumen output end en glødepære da den så vil kunne erstatte lyset i hele dens levetid og ikke blot i starten.

## Vurdering
Der er disse parametre man bør vurdere lysdiodelamper efter:
- farvegengivelsesindeks – Ra >= 80 – se efter varmhvid lystone; naturhvid og koldhvid lystone har som regel dårligere Ra.
- Lysflux, lysstrøm – Lumen.
- lysmængde per kroner – {\displaystyle lysmaengdeperkroner=levetid*middellumen/paerepris}
- Lysstrøm per kroner – Lumen/kr.
- Effektivitet – Lumen/watt – jo højere, jo mindre nødvendig køling per tilført watt.
- Levetiden – ved givne effektforbrug, køling og omgivelsestemperatur.

Hvis lysdiodelampen er udformet med separat lysdiodemodul, strømforsyning og køleelement (køleplade og/eller heat-spreader) bør der tages højde for deres eventuelle forskellige levetider.
Når en lysdiode-baseret lampe skal erstatte en glødelampe, kan følgende tabel anvendes til at finde en passende erstatning, ved at se efter den nødvendige lysstrøm i sidste søjle:
| Drifts- spænding Volt | Elektrisk lampe effekt (Watt) | Lampetype                                     | Fatning  | Levetid Timer            | Effektivitet Lumen/Watt | Lysstrøm Lumen ca. middel (interval) |
| --------------------- | ----------------------------- | --------------------------------------------- | -------- | ------------------------ | ----------------------- | ------------------------------------ |
| armatur               | 36                            | lysstofrør 36W/827 8: Ra>=80 27: 2700K        | G13      | 20.000                   | 93                      | 3.350                                |
| armatur               | 36                            | lysstofrør 36W/930 9: Ra>=90 30: 3000K        | G13      | 15.000                   | 78                      | 2.800                                |
| 230                   | 150                           | glødepære                                     | E27      | 1000                     | 12                      | 1.800                                |
| 230                   | 100                           | glødepære                                     | E27      | 1000                     | 13                      | 1.350 ; 1.300-1.400                  |
| 12                    | 55                            | halogenpære (bil)                             | 9006/HB4 | 1000 (testet: 150-800)   | 20                      | 1100 ; (testet: 910-1800)            |
| 230                   | 75                            | glødepære                                     | E27      | 1000                     | 13                      | 945 ; 920-970                        |
| 230                   | 15                            | kompaktlysstofrør 15W/827 8: Ra>=80 27: 2700K | E27      | 12.000                   | 60                      | 900                                  |
| 230                   | 12                            | lysdiodelampe Ra=80, 2700K                    | E27      | 25.000                   | 67                      | 806                                  |
| 230                   | 60                            | glødepære                                     | E27      | 1000                     | 12                      | 725 ; 700-750                        |
| 230                   | 43 ; 42-45                    | halogenpære                                   | E27      | 2000 (testet: 1000-1500) | 15                      | 630 (erstatte 55-60W glødepære)      |
| 230                   | 6                             | lysdiodelampe Ra>88, 2550K                    | E27      | 15.000                   | 88                      | 530                                  |
| 230                   | 40                            | glødepære                                     | E27, E14 | 1000                     | 11                      | 420 ; 410-430                        |
| 230                   | 29 ; 28-30                    | halogenpære                                   | E27, E14 | 2000 (testet: 1000-1500) | 12                      | 345 (erstatte 35-40W glødepære)      |
| 230                   | 25                            | glødepære                                     | E14      | 1000                     | 9                       | 225 ; 220-230                        |
| 12                    | 10                            | halogenpære (spot)                            | G4       | 2000                     | 14                      | 140 ; 115-160                        |

Effektiviteten kan nogle gange øges ved at sænke strømmen gennem lysdiodemodulet lidt – se datablad.
Hvis lysdiodemodulet køles ordentligt, kan levetiden være betydeligt længere end strømforsyningens holdbarhed – undgå elektrolytkondensatorer, som tørrer ud med tiden. Brug i stedet keramiske kondensatorer (fås op til 100uF). Levetiden falder drastisk for stigende lysdiode-chip-temperatur – og strømforsyningens komponenter. Tænk på det, hvis de indbygges.
Hvis kølingen er rigtig god, kan det måske derfor betale sig at købe moduler med eksterne separate strømforsyninger, som kan skiftes ud senere.